# Grand Teton (berg)
De Grand Teton is een berg in de Amerikaanse staat Wyoming. Met 4199 meter is het de hoogste berg van Grand Teton National Park en het Tetongebergte, een bergketen aan de oostflank van de Rocky Mountains.  
De naam Teton is afkomstig van vroege Franse bonthandelaren, die het massief vanwege zijn vorm "drie borsten" (Frans: téton) noemden.